# Tabernaemontana contorta
Tabernaemontana contorta är en oleanderväxtart som beskrevs av Otto Stapf. Tabernaemontana contorta ingår i släktet Tabernaemontana och familjen oleanderväxter. Inga underarter finns listade i Catalogue of Life.